# Southwest McKenzie, Bắc Dakota
Southwest McKenzie là một lãnh thổ chưa tổ chức thuộc quận McKenzie, tiểu bang Bắc Dakota, Hoa Kỳ. Năm 2010, dân số của nơi này là 271 người.